# Söchau (Gemeinde Fürstenfeld)
Söchau ist eine Ortschaft innerhalb der Stadtgemeinde Fürstenfeld. Bis 2024 war es der Hauptort der gleichnamigen Gemeinde.

## Geographie

### Lage
Söchau liegt in der Oststeiermark im Tal der Rittschein in einer Höhe von 273 Meter über dem Meer.

### Eingemeindungen
Seit 1. Jänner 2025 gehört Söchau zur Stadt Fürstenfeld.

## Geschichte
Der Ortsname Söchau verweist auf die slawische Entstehungsgeschichte, leitet er doch vom slawischen „sekati“ ab, was so viel wie „roden“ bedeutet. Durch Rodung entstand Kulturboden. Beide Prozesse der Urbarmachung sind im Gemeindewappen durch den entwurzelten Baum und die Ähre symbolisiert.
Bereits um 1160/67 schien im Rittscheintal der Ort Söchau auf. Genannt wurde der Ort erstmals 1218, als der Kreuzfahrer Wulfing von Stubenberg gemeinsam mit Herzog Leopold VI. vor Damiette in Ägypten gekämpft hat. Da er mehrmals in höchster Lebensgefahr schwebte, vermachte er dem Johanniterorden unter anderem auch eine Hube in Sechau, für den Fall seines Todes sogar den ganzen Ort (Wulfing kehrte übrigens unversehrt wieder heim). Wann das Dorf schlussendlich veräußert wurde, ist nicht bekannt.
1418 wird erstmals die Kirche genannt. Ihre Weihe zum Hl. Veit und die Tatsache, dass Söchau im 15. Jahrhundert Seckau genannt wurde, lässt den Schluss zu, dass es sich um einen der ältesten Orte der Oststeiermark handeln könnte.
1418 wurde der Ort von den Ungarn geplündert. Damals gehörte der größte Teil des Ortes Jörg und Heinrich von Fürstenfeld. Es folgten die Peßnitzer und nach 1741 die Herbersteiner, welche 1754 46 Liegenschaften besaßen.
Von den Türkenkriegen ist wenig für den Ort überliefert, doch dass die Osmanen eine ständige Gefahr für den Raum darstellten, beweisen nicht nur zahlreiche Wehrbauten in der näheren Umgebung wie die Riegersburg, sondern auch eine diesbezügliche Sage.

## Kultur und Sehenswürdigkeiten

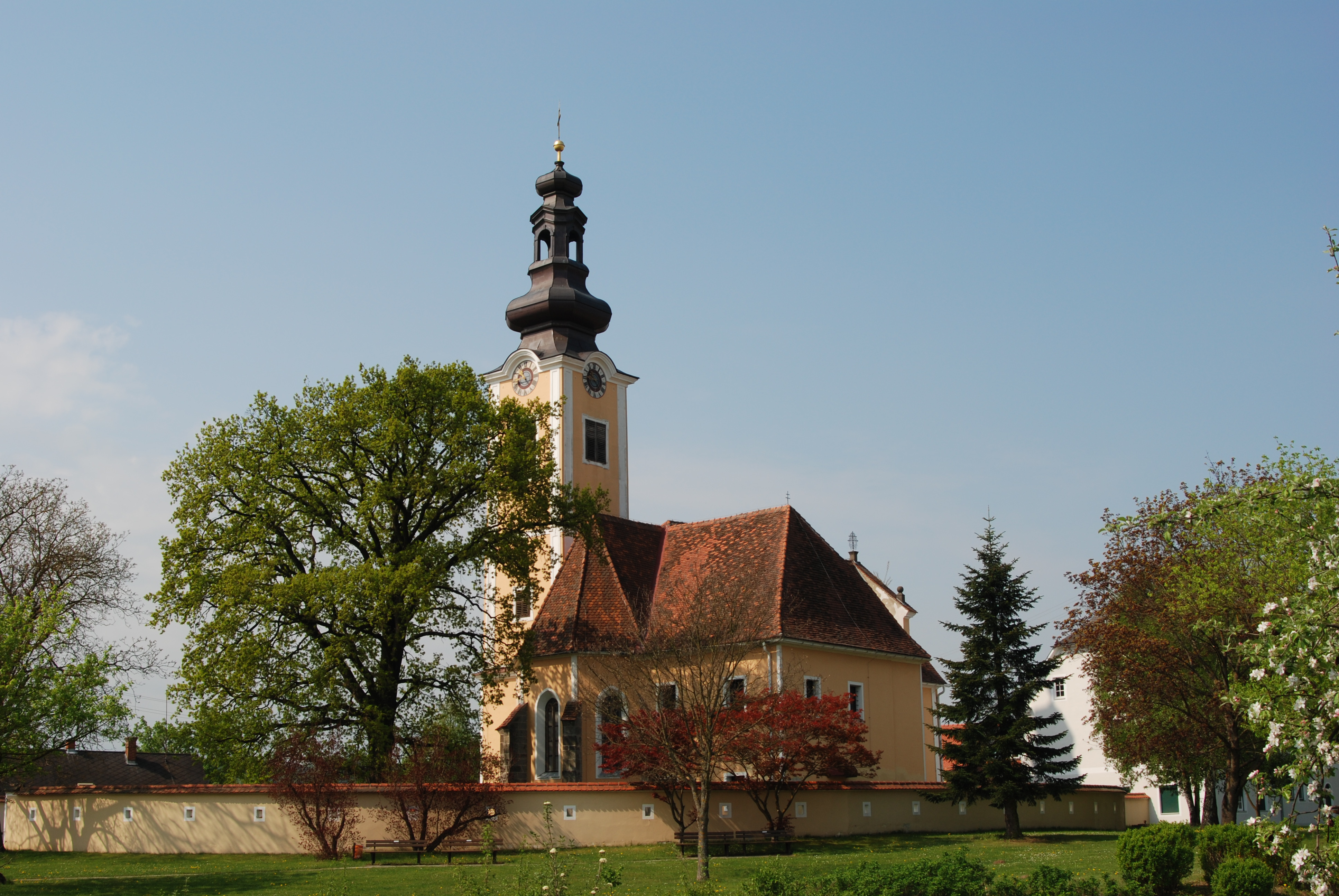
Pfarrkirche Söchau

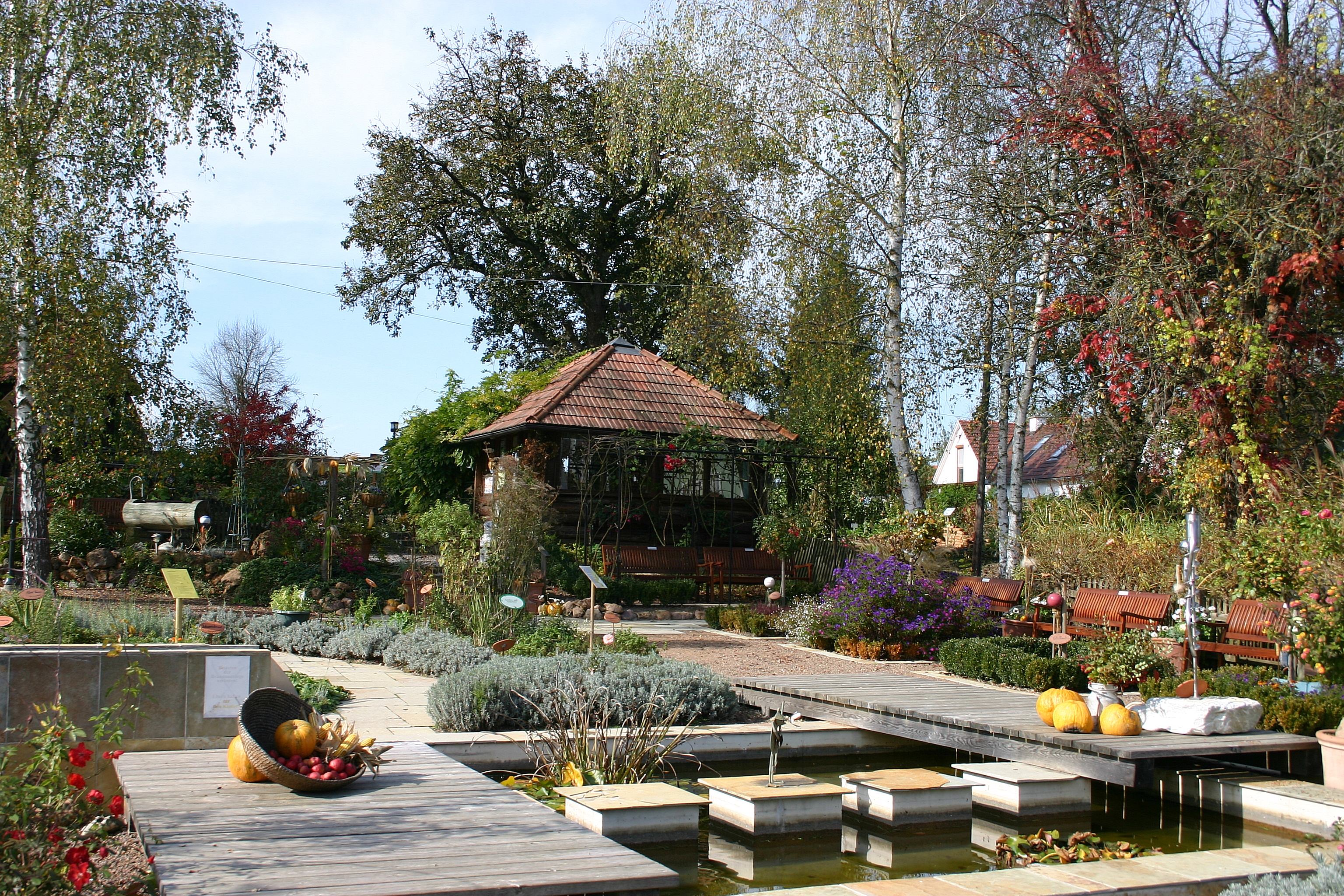
Kräutergarten Söchau

- Katholische Pfarrkirche Söchau hl. Veit
- Kräutergarten Söchau: 1986 wurde in Söchau mit einer Initiative eines Hotelbetreibers ein Kräutergarten begonnen. Daraufhin kaufte die Gemeinde ein rund 11.000 Quadratmeter großes Areal für eine Erweiterung. Nachdem Förderungen der EU, des Bundes, und des Landes ausblieben, wurde das Areal 2011 für den Bau von Einfamilienhäusern parzelliert.[3][4]

## Wirtschaft und Infrastruktur
Söchau war in der Zwischenkriegszeit ein gefragter Sommerfrischeort, wovon noch zwei Hotels zeugen: Der Hubertushof und Maiers Hotel Oststeirischer Hof.
Es gibt eine von der ehemaligen Gemeinde betriebenen Kulturhalle und ein Freibad.

### Bildung
Im Ort Söchau gibt es einen Kindergarten und eine Volksschule.

### Verkehr
- Bahn: Über die Thermenbahn ist Söchau an das österreichische Schienennetz angebunden, es gibt eine Haltestelle Söchau
- Wanderwege: Durch das Ortsgebiet von Söchau verläuft der Ostösterreichische Grenzlandweg, ein österreichischer Weitwanderweg vom Waldviertel in die Südoststeiermark.

## Persönlichkeiten
- Carl Peyer (* 1949), Musiker, dessen größter Hitparaden-Erfolg die Single Romeo und Julia ist.
- Harald Fischl (* 1958), Unternehmer und Politiker
- Katja Eibel (* 2006), Westernreiterin, dreifache Jugendlandesmeisterin und vierfache Europameisterin, 2024 Teilnahme Jugendweltmeisterschaften[7]